# Liste der Monuments historiques in Gâvres
Die Liste der Monuments historiques in Gâvres führt die Monuments historiques in der französischen Gemeinde Gâvres auf.

## Liste der Bauwerke
| Bezeichnung       | Beschreibung | Standort      | Kennzeichnung | Schutzstatus | Datum | Bild |
| ----------------- | ------------ | ------------- | ------------- | ------------ | ----- | ---- |
| Dolmen von Goërem |              | Goëren (Lage) | PA00091199    | Classé       | 1965  |      |
| Fort Porh-Puns    |              | (Lage)        | PA56000083    | Inscrit      | 2017  |      |

## Liste der Objekte
- Monuments historiques (Objekte) in Gâvres in der Base Palissy des französischen Kultusministeriums